# Leckhampstead (Berkshire)
Pour les articles homonymes, voir Leckhampstead.
Leckhampstead est une paroisse civile et un village du Berkshire, en Angleterre.